# Лига наций УЕФА 2022/2023. Лига D
Лига наций УЕФА 2022/2023. Лига D (англ. 2022/2023 UEFA Nations League D) — третий розыгрыш четвёртой и последней по силе лиги одноимённого турнира под эгидой УЕФА. Жеребьёвка Лиги наций УЕФА 2022/2023 прошла в Ньоне 16 декабря 2021 года. В лиге D участвуют 7 команд с 49 по 55 места по итогам прошлого сезона Лиги наций.  .      
Матчи в группового этапа пройдут с 2 июня 2022 года по 27 сентября 2021 года.
2 сборные, занявшие первые места в своих группах, выходят в лигу C следующего розыгрыша, и получат дополнительный шанс в отборочном турнире на чемпионат Европы 2024 через стыковые матчи, если не квалифицируются на чемпионат напрямую.

## Команды

### Изменения
По итогам прошлого сезона Лиги наций произошли следующие изменения в составе лиги:
| Вышли в лигу C                  |
| ------------------------------- |
| - Гибралтар - Фарерские острова |

| Вылетели из лиги C  |
| ------------------- |
| - Молдова - Эстония |

## Жеребьёвка
Команды в корзинах расположены в соответствии с общим рейтингом Лиги наций 2020/2022. Корзины были утверждены 22 сентября 2021.
| Команда               | Поз. |
| --------------------- | ---- |
| Казахстан или Молдова | 49   |
| Кипр или Эстония      | 50   |
| Лихтенштейн           | 51   |
| Мальта                | 52   |

| Команда    | Поз. |
| ---------- | ---- |
| Латвия     | 53   |
| Сан-Марино | 54   |
| Андорра    | 55   |

Жеребьёвка прошла в штаб-квартире УЕФА в швейцарском Ньоне 16 декабря 2021 в 18:00 CET. В каждой группе может находиться только одна команда из каждой корзины.
Две возможные пары этого дивизиона были отнесены к парам с чрезвычайно длинными поездками. В одной группе могло быть не более одной такой пары:
| Команда 1 | Команда 2 |
| --------- | --------- |
| Казахстан | Андорра   |
| Казахстан | Мальта    |

1. 1 2 3  На момент жеребьёвки победители стыковых матчей были неизвестны.

## Группы
Расписание матчей было утверждено УЕФА 17 декабря 2021, на следующий день после жеребьёвки.
Начало матчей указано по центральноевропейскому летнему времени (UTC+2), как указано УЕФА. Если местное время отличается, будет указано в скобках.

### Группа D1
| Поз | Команда     | И | В | Н | П | МЗ | МП | РМ  | О  | Повышение      |     | Латвия | Молдова | Андорра | Лихтенштейн |
| --- | ----------- | - | - | - | - | -- | -- | --- | -- | -------------- | --- | ------ | ------- | ------- | ----------- |
| 1   | Латвия      | 6 | 4 | 1 | 1 | 12 | 5  | +7  | 13 | Выход в Лигу C |     | —      | 1:2     | 3:0     | 1:0         |
| 2   | Молдова     | 6 | 4 | 1 | 1 | 10 | 6  | +4  | 13 |                |     | 2:4    | —       | 2:1     | 2:0         |
| 3   | Андорра     | 6 | 2 | 2 | 2 | 6  | 7  | −1  | 8  |                | 1:1 | 0:0    | —       | 2:1     |             |
| 4   | Лихтенштейн | 6 | 0 | 0 | 6 | 1  | 11 | −10 | 0  |                | 0:2 | 0:2    | 0:2     | —       |             |

| Латвия                                  | 3:0     | Андорра |
| --------------------------------------- | ------- | ------- |
| Улдрикис 9′, 77′ · Икауниекс 85′ (пен.) | (отчёт) |         |

| Лихтенштейн | 0:2     | Молдова                              |
| ----------- | ------- | ------------------------------------ |
|             | (отчёт) | Николаеску 5′ (пен.) · Болохан 90+1′ |

| Латвия      | 1:0     | Лихтенштейн |
| ----------- | ------- | ----------- |
| - Зюзин 73′ | (отчёт) |             |

| Андорра | 0:0     | Молдова |
| ------- | ------- | ------- |
|         | (отчёт) |         |

| Молдова                             | 2:4     | Латвия                                     |
| ----------------------------------- | ------- | ------------------------------------------ |
| - Николаеску 5′ (пен.) - Моцпан 64′ | (отчёт) | - Гутковский 19′, 60′ - Икауниекс 26′, 75′ |

| Андорра                        | 2:1     | Лихтенштейн   |
| ------------------------------ | ------- | ------------- |
| - Хорди 78′ (пен.) - Рубьо 82′ | (отчёт) | - Майер 90+3′ |

| Молдова                                       | 2:1     | Андорра        |
| --------------------------------------------- | ------- | -------------- |
| - Каймаков 26′ (пен.) - Николаеску 50′ (пен.) | (отчёт) | - Вьейра 45+4′ |

| Лихтенштейн | 0:2     | Латвия                |
| ----------- | ------- | --------------------- |
|             | (отчёт) | - Гутковский 20′, 28′ |

| Латвия        | 1:2     | Молдова |
| ------------- | ------- | ------- |
| Икауниекс 55′ | (отчёт) | Ревенко |

| Лихтенштейн | 0:2     | Андорра                 |
| ----------- | ------- | ----------------------- |
|             | (отчёт) | - Росас 4′ - Сервос 80′ |

| Андорра     | 1:1     | Латвия           |
| ----------- | ------- | ---------------- |
| - Росас 88′ | (отчёт) | - Гутковский 50′ |

| Молдова              | 2:0     | Лихтенштейн |
| -------------------- | ------- | ----------- |
| - Стынэ 90+2′, 90+4′ | (отчёт) |             |

### Группа D2
| Поз | Команда    | И | В | Н | П | МЗ | МП | РМ | О  | Повышение      |     | Эстония | Мальта | Сан-Марино |
| --- | ---------- | - | - | - | - | -- | -- | -- | -- | -------------- | --- | ------- | ------ | ---------- |
| 1   | Эстония    | 4 | 4 | 0 | 0 | 10 | 2  | +8 | 12 | Выход в Лигу C |     | —       | 2:1    | 2:0        |
| 2   | Мальта     | 4 | 2 | 0 | 2 | 5  | 4  | +1 | 6  |                |     | 1:2     | —      | 1:0        |
| 3   | Сан-Марино | 4 | 0 | 0 | 4 | 0  | 9  | −9 | 0  |                | 0:4 | 0:2     | —      |            |

| Эстония                | 2:0     | Сан-Марино |
| ---------------------- | ------- | ---------- |
| - Кирсс 24′ - Тамм 32′ | (отчёт) |            |

| Сан-Марино | 0:2     | Мальта                       |
| ---------- | ------- | ---------------------------- |
|            | (отчёт) | - Бусуттил 59′ - Гийомье 75′ |

| Мальта            | 1:2     | Эстония                      |
| ----------------- | ------- | ---------------------------- |
| - Хейн 56′ (авт.) | (отчёт) | - Васильев 21′ - Аниер 90+4′ |

| Мальта       | 1:0     | Сан-Марино |
| ------------ | ------- | ---------- |
| - Мускат 50′ | (отчёт) |            |

| Эстония                      | 2:1     | Мальта           |
| ---------------------------- | ------- | ---------------- |
| - Саппинен 45+6′ - Аниер 86′ | (отчёт) | Теума 51′ (пен.) |

| Сан-Марино | 0:4     | Эстония                                     |
| ---------- | ------- | ------------------------------------------- |
|            | (отчёт) | - Аниер 8′ 78′ - Тенисте 56′ - Саппинен 66′ |

## Общий рейтинг лиги
7 команд лиги D будут расположены в общем рейтинге Лиги наций 2022-23 в соответствии со следующими правилами:
- Команды, занявшие 1-е место в группах будут расположены с 49-го по 50-е место в соответствии с результатами в групповом этапе.
- Команды, занявшие 2-е место в группах будут расположены с 51-го по 52-е место в соответствии с результатами в групповом этапе.
- Команды, занявшие 3-е место в группах будут расположены с 53-го по 54-е место в соответствии с результатами в групповом этапе.
- Команда группы D1, занявшая 4-е место в группе будет расположена на 55-м месте.

| Поз | Гр. | Команда     | И | В | Н | П | МЗ | МП | РМ  | О  |
| --- | --- | ----------- | - | - | - | - | -- | -- | --- | -- |
| 49  | D2  | Эстония     | 4 | 4 | 0 | 0 | 10 | 2  | +8  | 12 |
| 50  | D1  | Латвия      | 4 | 2 | 1 | 1 | 9  | 5  | +4  | 7  |
|     |     |             |   |   |   |   |    |    |     |    |
| 51  | D1  | Молдова     | 4 | 2 | 1 | 1 | 6  | 6  | 0   | 7  |
| 52  | D2  | Мальта      | 4 | 2 | 0 | 2 | 5  | 4  | +1  | 6  |
|     |     |             |   |   |   |   |    |    |     |    |
| 53  | D1  | Андорра     | 4 | 0 | 2 | 2 | 2  | 6  | −4  | 2  |
| 54  | D2  | Сан-Марино  | 4 | 0 | 0 | 4 | 0  | 9  | −9  | 0  |
|     |     |             |   |   |   |   |    |    |     |    |
| 55  | D1  | Лихтенштейн | 6 | 0 | 0 | 6 | 1  | 11 | −10 | 0  |